# Centrale hydroélectrique de Khudoni
La centrale hydroélectrique de Khudoni  (en géorgien ხუდონის ჰიდროელექტროსადგური [ხუდონჰესი], khudonis hidroelektrosadguri [khudonhesi]) est un projet de centrale hydroélectrique sur la rivière Ingouri, dans la région de Mingrélie-et-Haute-Svanétie en Géorgie.
Après avoir été lancé dans les années 1980 mais à cause de l'instabilité du pays, le chantier est arrêté dans les années 1990. Le projet est relancé dans les années 2010 avec la construction d'un barrage-voûte à double courbure en béton d'une hauteur de 202,5 m et d'une centrale souterraine d'une puissance de 702 mégawatts (MW) équipée de 3 turbines Francis de 234 MW chacune. La construction est prévue pour durer 6 ans.

## Les principales caractéristiques
Le réservoir devrait avoir une superficie de 528 hectares, ce qui fera de Khudoni le second plus grand barrage du pays. La production d’électricité estimée est de 1 539 GWh par an.
Le coût du projet est estimé à 1 milliard d’euros.
L’entreprise qui porte le projet est TransElectrica.

## L’importance de Khudoni pour la production d’électricité en Géorgie
En 2005, le gouvernement géorgien a commencé à rechercher des financeurs pour relancer la construction. En effet à cette date, le gouvernement de Mikheil Saakachvili a lancé un vaste programme de développement de l’hydroélectricité afin de pallier les coupures de courant et de faire du pays un exportateur net d’électricité.
La consommation d’électricité augmente depuis 2009, alors que les investissements dans de nouveaux moyens de production ne suivent pas. La production d'électricité est principalement assurée par l’hydroélectricité et des centrales thermiques qui fonctionnent grâce aux importations de gaz naturel.
Mais le contrat signé entre le concessionnaire et l’État prévoit que 91 % de l’électricité produite par Khudoni sera exportée. La Géorgie ne pourra acheter que 134 GWh (soit 4 jours de consommation du pays) à un prix de 5,84 centimes de dollar pour les 10 premières années .
Si les exportations d’électricité vont améliorer la balance commerciale de la Géorgie, elles ne vont pas générer de revenus pour le pays dans la mesure où les exportations ne sont pas taxées. À part les taxes sur les salaires, Trans Electrica va payer une taxe de propriété de 1 % et ne paiera pour l’usage de l’eau .

## Les éléments controversés

### L'héritage culturel
Le barrage de Khudoni sera situé en Svanétie qui est classé au Patrimoine mondial de l’UNESCO depuis 1996 en raison du caractère exceptionnel du paysage de ses montagnes et de ses villages médiévaux préservés par l’isolement. Les populations locales vivent encore selon des traditions ancestrales. Les Svanes sont une ethnie ayant sa propre langue, ses traditions, son style architectural et ses habitudes ancestrales qui font toujours partie de leur vie quotidienne .
L’étude des impacts environnementaux et sociaux du projet de Khudoni ne contient aucun détail sur les sites historiques, leur localisation ainsi que les propositions des porteurs de projet .

### La durée de vie du réservoir
En raison des données anciennes (les mesures utilisées datent d’entre 1966 et 1986) et des fluctuations des afflux de sédiments, l’évaluation de la durée de vie du réservoir est inadaptée à la  situation actuelle. Les volumes d’afflux de sédiments sont plus élevés depuis la construction d’une nouvelle route de 20 km qui n’était pas prise en compte dans les mesures. De plus, les pentes autour du réservoir sont instables ce qui peut raccourcir davantage la durée de vie du réservoir. Il est donc nécessaire de refaire les mesures d’afflux de sédiments et de mettre en place des mesures de réduction afin d’éviter des glissements de terrain et des chutes de pierre dans le réservoir .

### La relocalisation
Le projet prévoit la relocalisation de 2 000 personnes ce qui va avoir un impact significatif sur la population svane vivant dans la région (12 000 Svanes vivent dans la région de Haute Svanétie). Le village de Kaishi, avec ses 800 habitants, devrait être entièrement relocalisé .
Jusqu’à présent, aucun plan de relocalisation n’a été présenté. De plus l’étude des impacts environnementaux et sociaux ne distingue pas les groupes de personnes selon leur degré d’affectation par le projet .
Plus de 1 500 ha qui étaient traditionnellement possédés par les populations locales (mais non officiellement enregistrés) ont été vendus par l’État à Trans Electrica pour 1 dollar. Les populations locales n’ont pas été informées de la transaction .

### Les impacts environnementaux
Les écologistes restent sceptiques à propos du projet. Les forêts et les prairies en amont de la rivière Inguri sont réputées pour leur vie sauvage riche et endémique (notamment, de nombreux oiseaux, rapaces, chamois, ours, loups, lynx) .
L’inondation de la zone du réservoir va détruire forêt et habitat pour les animaux et réduire les populations animales aquatiques. Alors qu’il n’y a pas de statut officiel de protection de la région de Svanétie, la riche biodiversité de cette zone unique au monde sera irrémédiablement affectée par le barrage de Khudoni .

### L’évaluation des impacts cumulatifs
L’étude environnementale des impacts cumulatifs des centrales hydroélectriques existantes et en projet sur la rivière Ingouri a été réalisée, mais elle couvre uniquement l’aval de la rivière et ne tient pas compte du projet de barrage de Khudoni . Les différents projets de construction de barrage sur la rivière Ingouri risquent d’avoir des impacts négatifs sur la biodiversité et la qualité de l’eau .

### Contestations
En septembre 2013, une manifestation contre le projet de construction de plusieurs grands barrages, dont Khudoni, s’est déroulée à Tbilissi .